# Paulo Evaristo Arns
Paulo Evaristo Arns, O.F.M. (Forquilhinha, 14 de setembro de 1921 – São Paulo, 14 de dezembro de 2016) foi um frade franciscano, cardeal e escritor brasileiro.
Foi o quinto arcebispo de São Paulo, tendo sido o terceiro prelado dessa Arquidiocese a receber o título de cardeal. Era arcebispo-emérito de São Paulo e protopresbítero do Colégio Cardinalício.

## Estudos
Dom Paulo era o quinto de treze filhos do casal Gabriel Arns e Helena Steiner, pequenos agricultores descendentes de imigrantes provenientes da Alemanha (região de Rio Mosela).
Realizou seus estudos fundamentais em Forquilhinha. Depois, ingressou no seminário franciscano no Seminário Seráfico São Luís de Tolosa de Rio Negro (Paraná). Em 1940, entrou no noviciado, em Rodeio (Santa Catarina). A Filosofia, cursou-a em Curitiba; e a Teologia, em Petrópolis.
Três de suas irmãs são freiras, e um irmão faz parte da Ordem dos Frades Menores.
Também é irmão de Zilda Arns, morta em um terremoto em Porto Príncipe em 2010.

## Presbitério
Foi ordenado presbítero no dia 30 de novembro de 1945, em Petrópolis, por Dom José Pereira Alves, arcebispo de Niterói.

## Atividades antes do episcopado
Por cerca de uma década exerceu seu ministério, assistindo a população desfavorecida de Petrópolis, onde também lecionou no Teologado Franciscano de Petrópolis e na Universidade Católica de Petrópolis. Depois disto, foi para a França para cursar letras na Sorbonne, onde se doutorou em 1952. Retornando ao Brasil, foi professor nas faculdades de Filosofia, Ciências e Letras de Agudos e Bauru. A seguir, retornou a Petrópolis, onde voltou a dar assistência aos desfavorecidos

## Episcopado
Em 2 de maio de 1966 foi eleito bispo titular de Respecta e auxiliar de São Paulo, aos 44 anos. Recebeu a ordenação episcopal em 3 de julho de 1966, na igreja matriz do Sagrado Coração de Jesus em Forquilhinha, sendo sagrante principal Dom Agnelo Rossi, arcebispo de São Paulo, e consagrantes Dom Anselmo Pietrulla OFM, então bispo de Tubarão, e Dom Honorato Piazera SCI, então bispo coadjutor de Lages.

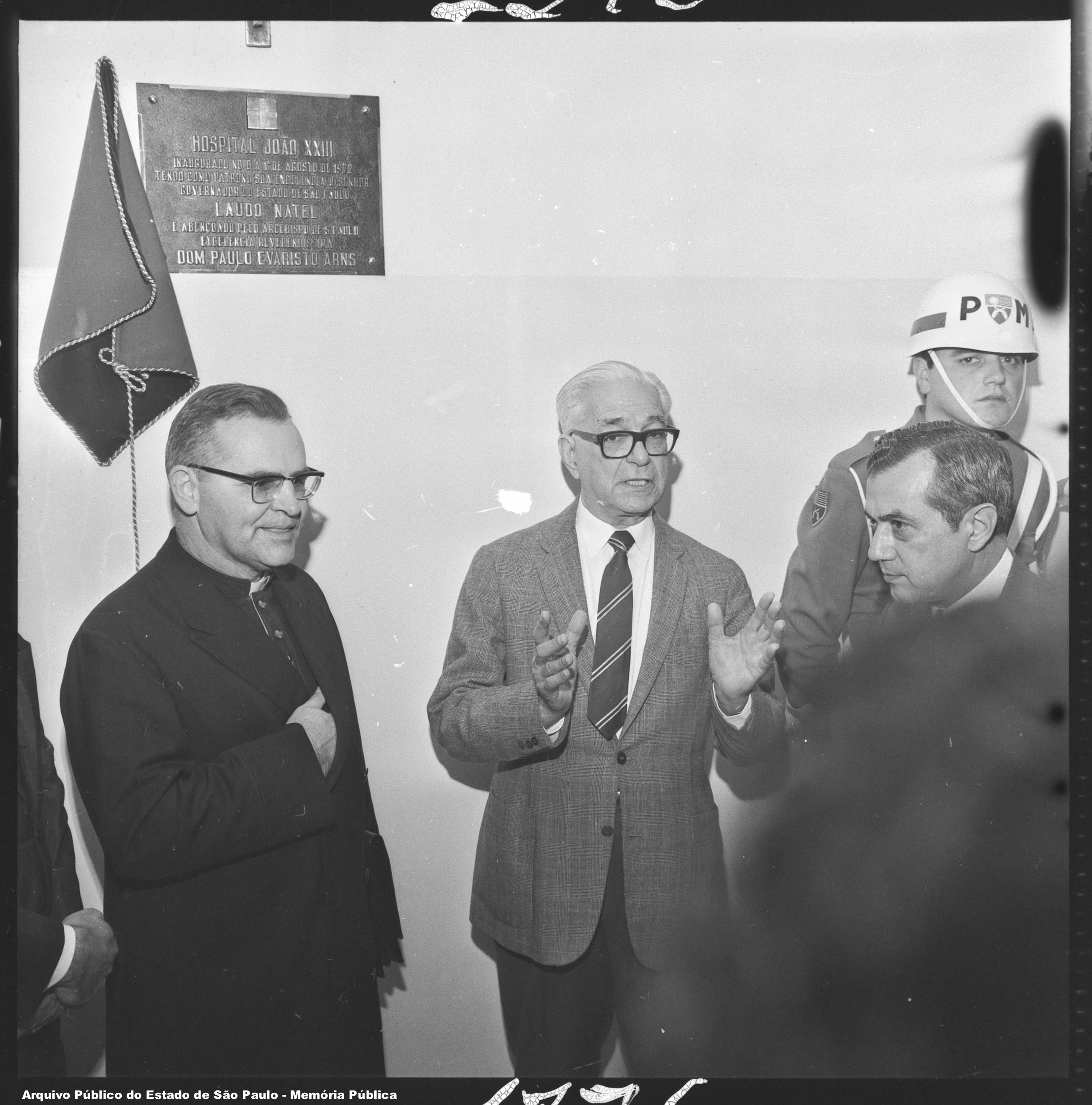
Dom Paulo Evaristo na inauguração do Hospital João XXIII em 1972.

No dia 22 de outubro de 1970, o Papa Paulo VI o nomeou arcebispo metropolitano de São Paulo, tendo tomado posse a 1 de novembro de 1970, exercendo o cargo até 15 de abril de 1998, quando renunciou, por limite de idade, detendo o título de Arcebispo-emérito de São Paulo.

## Cardinalato
No Consistório do dia 5 de março de 1973, convocado pelo Papa Paulo VI, na Basílica de São Pedro, Dom Paulo foi criado cardeal-presbítero do título de Santo Antônio de Pádua, na Via Tuscolana. Como cardeal eleitor, participou dos dois conclaves, de agosto e de outubro de 1978. Participou ainda, como cardeal não-votante, dos conclaves de 2005 e de 2013. Em 9 de julho de 2012 tornou-se o Cardeal protopresbítero do Colégio dos Cardeais, por ser aquele que há mais tempo foi elevado à dignidade cardinalícia entre todos os cardeais-presbíteros, sendo também o mais antigo de todos os membros do Colégio Cardinalício.

## Atividade e contribuições
Sua atuação pastoral foi voltada aos habitantes da periferia, aos trabalhadores, à formação de comunidades eclesiais de base nos bairros, principalmente os mais pobres, e à defesa e promoção dos direitos da pessoa humana. Ficou conhecido como o Cardeal dos Direitos Humanos, principalmente por ter sido o fundador e líder da Comissão Justiça e Paz de São Paulo, e sua atividade política era claramente vinculada à sua fé religiosa. Segundo ele:
"Jesus não foi indiferente nem estranho ao problema da dignidade e dos direitos da pessoa humana, nem às necessidades dos mais fracos, dos mais necessitados e das vítimas da injustiça. Em todos os momentos Ele revelou uma solidariedade real com os mais pobres e miseráveis (Mt 11, 28-30); lutou contra a injustiça, a hipocrisia, os abusos do poder, a avidez de ganho dos ricos, indiferentes aos sofrimentos dos pobres, apelando fortemente para a prestação de contas final, quando voltará na glória para julgar os vivos e os mortos." 

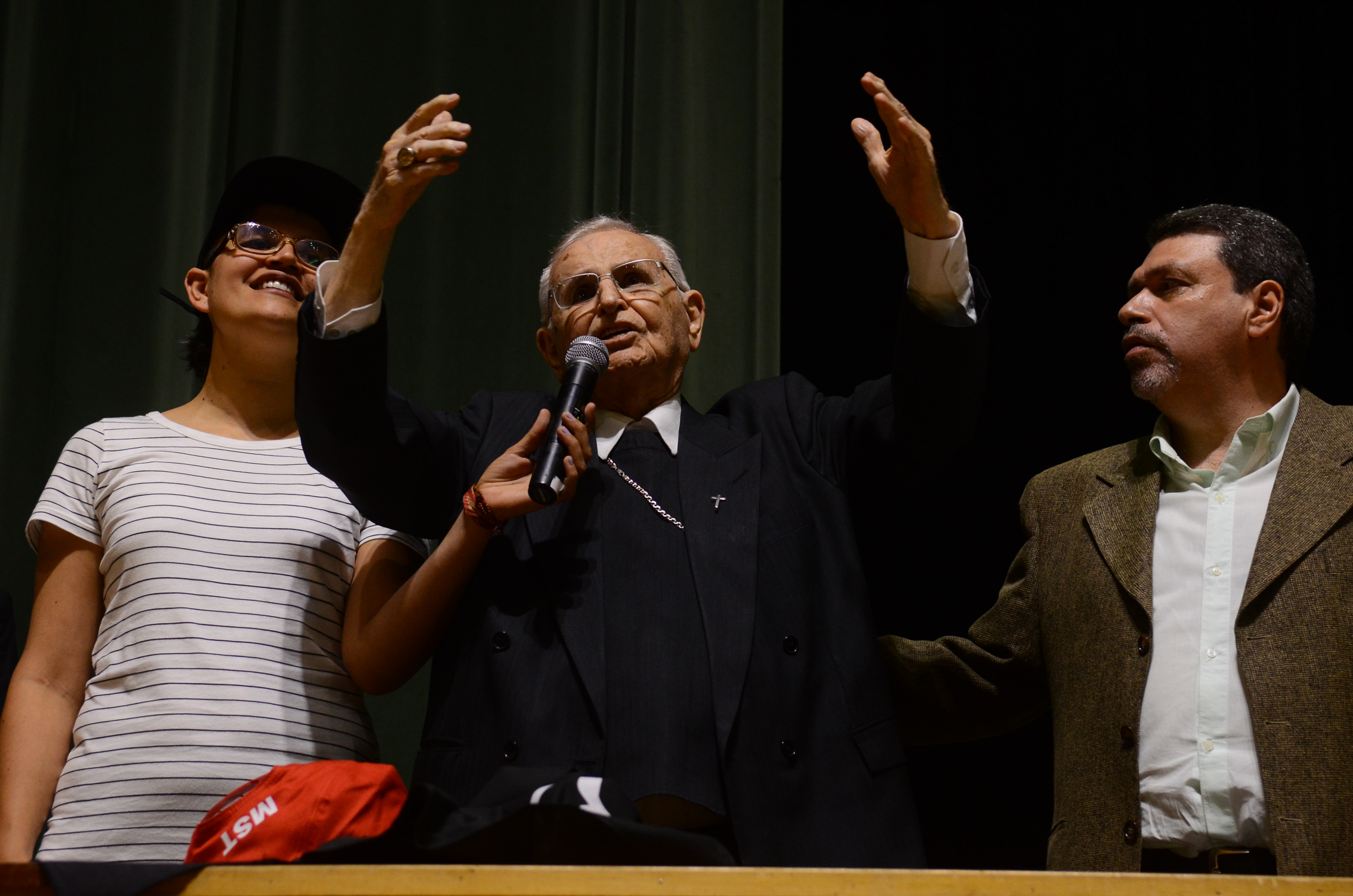
Dom Paulo Evaristo Arns sendo homenageado na PUC-SP.

Enquanto bispo-auxiliar, trabalhou na Zona Norte paulistana, no bairro de Santana. Durante a ditadura militar, na década de 1970, notabilizou-se na luta pelo fim das torturas e restabelecimento da democracia no país, junto com o rabino Henry Sobel, criando uma ponte entre a comunidade judaica e a  Igreja Católica em solo paulista.
Renovou o plano pastoral da Arquidiocese de São Paulo, instituindo novas regiões episcopais (divisões da Arquidiocese de São Paulo) e quarenta e três novas paróquias. Em 1972 criou a Comissão Brasileira de Justiça e Paz de São Paulo. Incentivou a Pastoral da Moradia e a Pastoral Operária.
Em 22 de maio de 1977 recebeu o título de "Doutor Honoris Causa" (juntamente com o presidente norte-americano Jimmy Carter) da Universidade de Notre Dame, Indiana, Estados Unidos. A distinção, concedida também ao Cardeal Kim da Coreia do Sul e ao Bispo Lamont da Rodésia, deveu-se ao seu empenho em prol dos direitos humanos.
Entre 1979 e 1985, coordenou com o Pastor presbiteriano Jaime Wright, de forma clandestina, o projeto Brasil: Nunca Mais. Este projeto tinha como objetivo evitar o possível desaparecimento de documentos durante o processo de redemocratização do país. O trabalho foi realizado em sigilo e o resultado foi a cópia de mais de um milhão de páginas de processos do Superior Tribunal Militar (STM). Contudo, este material foi microfilmado e remetido ao exterior diante do temor de uma apreensão do material. Em ato público realizado dia 14 de junho de 2011, foi anunciada a futura repatriação, digitalização e disponibilização para todos os brasileiros deste acervo. O livro homônimo Brasil: Nunca Mais reuniu esta pesquisa sobre a tortura no Brasil no período da ditadura militar e foi publicado pela Editora Vozes. Evaristo Arns também foi um dos organizadores do movimento Tortura Nunca Mais.
Em 3 de junho de 1980 recebeu , em São Paulo o Papa João Paulo II. Em 30 de novembro de 1984 inaugurou a Biblioteca Dom José Gaspar.
Em 1985, com a ajuda de sua irmã, a pediatra Zilda Arns Neumann, implantou a Pastoral da Criança.
Em 1989 a Arquidiocese de São Paulo, por decisão do papa João Paulo II, teve seu território reduzido com a criação das novas dioceses: Osasco, Campo Limpo, São Miguel Paulista e Santo Amaro.
Em 1992, Dom Paulo criou o Vicariato Episcopal da Comunicação, com a finalidade de fazer a Igreja estar presente em todos os meios de comunicação. Em 22 de fevereiro de 1992 inaugurou uma nova residência destinada aos padres idosos, a Casa São Paulo, ano em que também criou a Pastoral dos Portadores de HIV. Em 1994 criou o Conselho Arquidiocesano de Leigos.

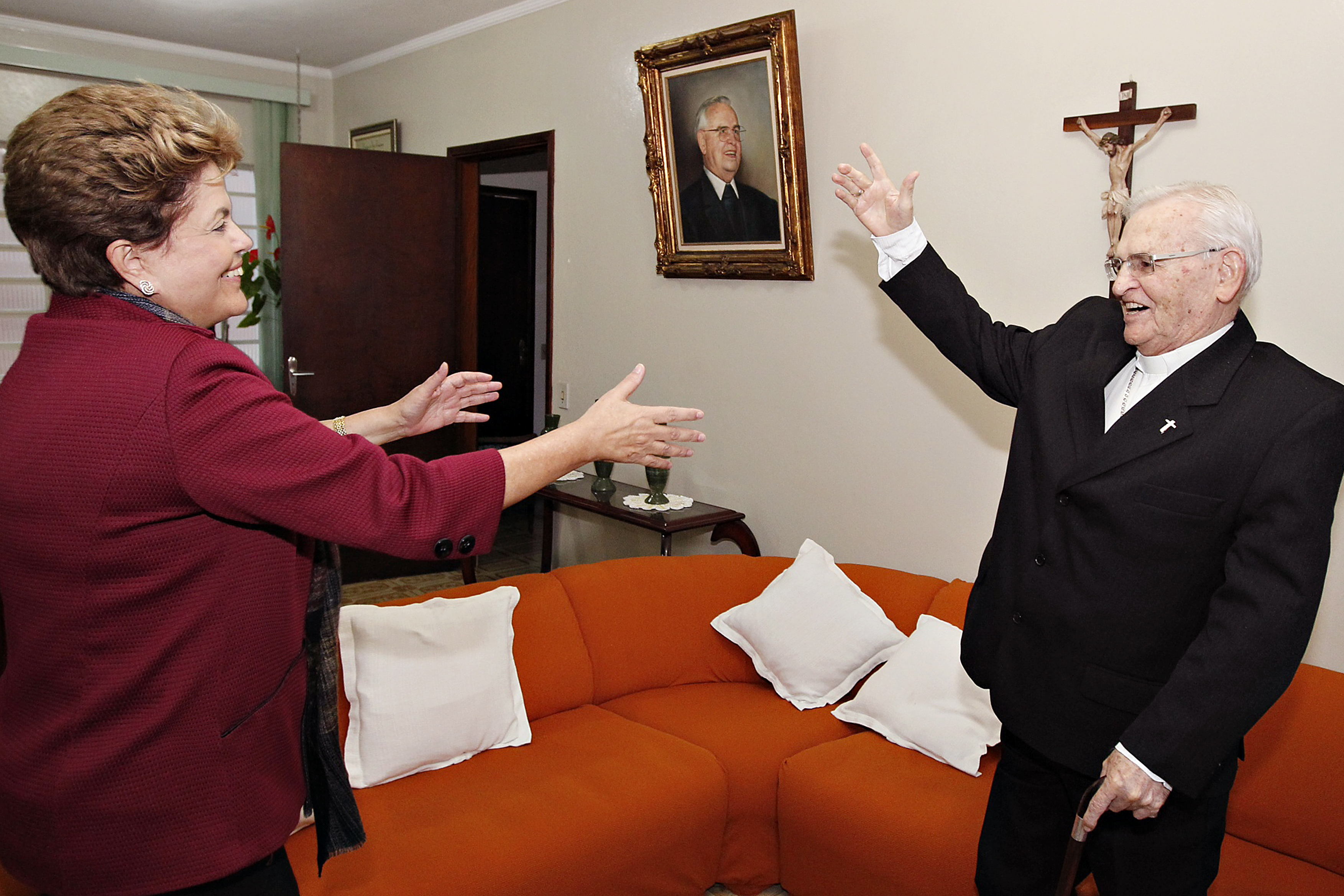
Dom Paulo recebe visita da então Presidente da República Dilma Rousseff.

Em 1996, após completar 75 anos, apresentou renúncia ao Papa João Paulo II, em função das normas eclesiásticas, renúncia esta que foi aceita. A partir de então, tornou-se arcebispo emérito de São Paulo e foi substituído por Dom Frei Cláudio Cardeal Hummes.
Recebeu o título de doutor honoris causa pela Pontifícia Universidade Católica de Goiás, em 1998.

## Morte

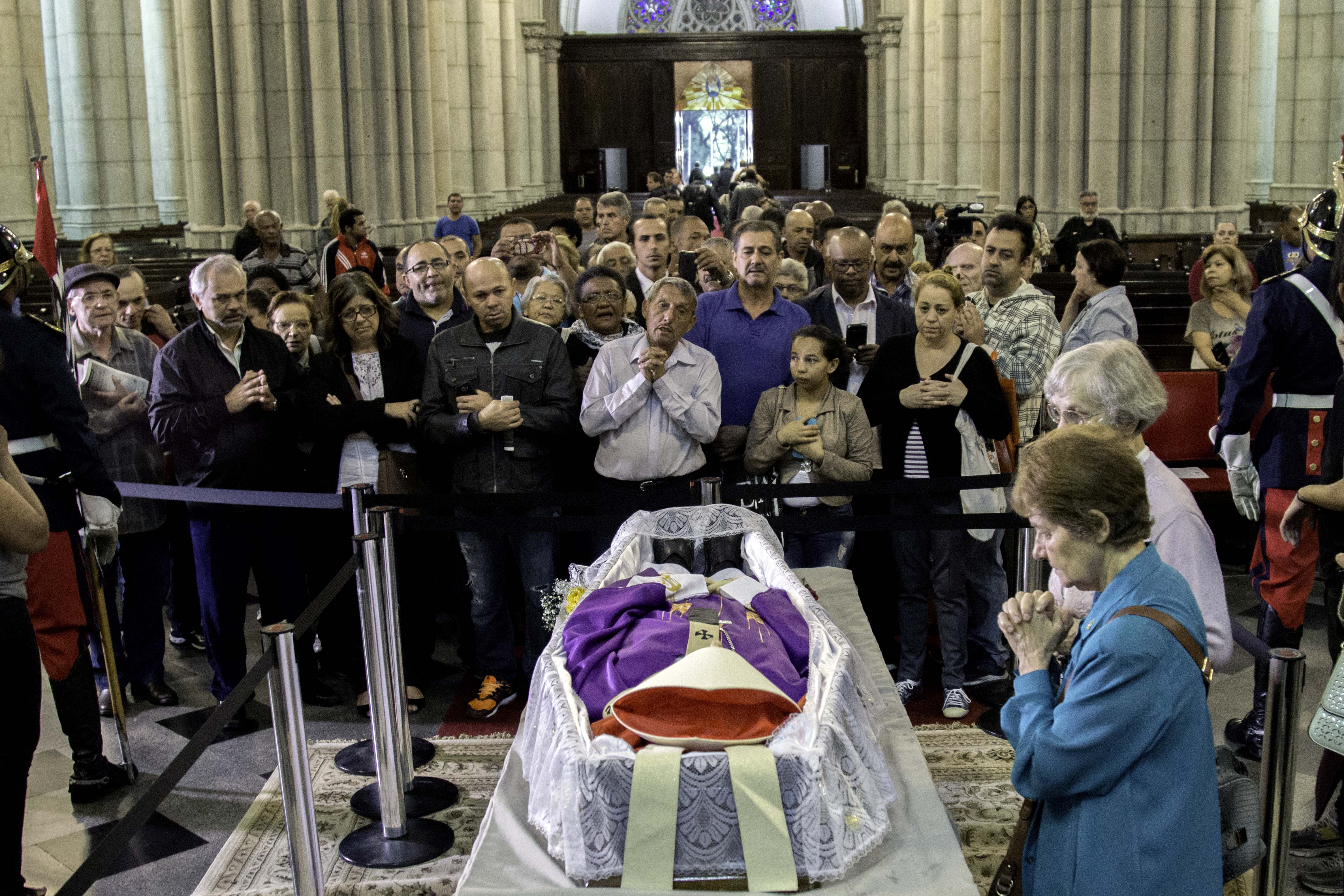
O corpo do cardeal Dom Paulo Evaristo Arns foi velado na Catedral da Sé, no centro de São Paulo.

Dom Evaristo Arns morreu aos 95 anos, no dia 14 de dezembro de 2016, em consequência de uma broncopneumonia. Estava internado havia cerca de quinze dias no Hospital Santa Catarina, em São Paulo, para tratar de problemas pulmonares. O governo do Brasil decretou luto oficial de três dias, em sinal de pesar pelo falecimento do religioso.
Em mensagem enviada à Arquidiocese de São Paulo e lida pelo bispo Dom Angélico Sândalo Bernardino durante o funeral, o Papa Francisco solidarizou-se e lamentou a morte do religioso, enaltecendo a generosidade e servidão de Dom Evaristo Arns, que foi uma referência para a Igreja do Brasil.
| “ | Dou graças ao Senhor por ter dado à Igreja tão generoso pastor e elevo fervorosas preces para que Deus acolha na sua felicidade eterna este seu servo bom e fiel, enquanto envio a essa comunidade arquidiocesana que chora a perda do seu amado pastor e à Igreja do Brasil, que nele teve um seguro ponto de referência, e a quantos partilham esta hora de tristeza que anuncia a ressurreição, uma confortadora bênção apostólica | ” |
|   | — Papa Francisco, 15 de dezembro de 2016. |   |

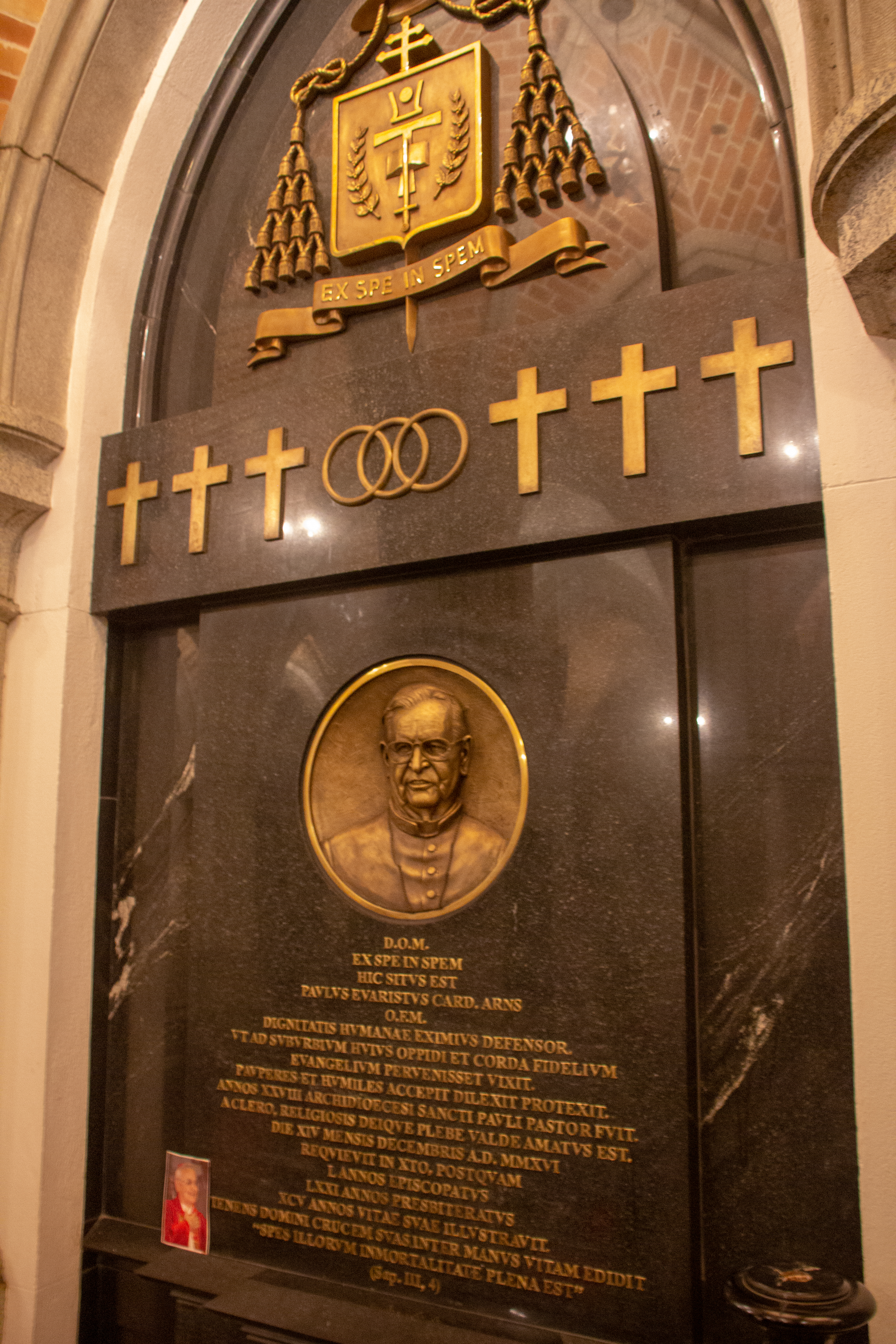
Sepultura do cardeal Arns na Catedral da Sé em São Paulo.

Em nota oficial o Presidente da República, Michel Temer lamentou a morte de Dom Paulo afirmando que Arns foi um defensor da liberdade e sempre teve como norte a construção de uma sociedade justa e igualitária.
| “ | O Brasil perde um defensor da democracia e ganha para sempre mais um personagem que deixa lições para serem lembradas eternamente. | ” |

Depois da solenidade das honras fúnebres, presidida pelo Cardeal Dom Odilo Scherer, arcebispo de São Paulo, o corpo de Dom Paulo foi sepultado no fim da tarde de 16 de dezembro na cripta da Catedral da Sé.

## Honrarias
Em 2017, foi homenageado in memoriam com o Prêmio Vladimir Herzog.

## Obras publicadas
- Autor de 57 livros, suas obras versam sobre a ação pastoral da Igreja nas grandes cidades e estudos da literatura cristã dos primeiros séculos, além de centenas de artigos escritos para as diversas revistas das quais foi redator antes do episcopado.[14]
- Umas das principais obras foi a pesquisa por ele organizada, em que foi abordada a tortura durante os Anos de Chumbo: Brasil, Nunca Mais.

## Ordenações

### Ordenações presbíteros
- Luís Flávio Cappio, O.F.M. (1971)
- Antônio Carlos Rossi Keller (1977)
- Leonardo Ulrich Steiner, O.F.M. (1978)
- Pedro Luiz Stringhini (1980)
- José Benedito Simão (1981)
- Rubens Sevilha, O.C.D. (1985)
- Samuel Ferreira de Lima, O.F.M. (1996)

### Ordenações episcopais
O Cardeal Arns foi o principal sagrante dos seguintes bispos:
- Benedito de Ulhôa Vieira (1972)
- Francisco Manuel Vieira (1975)
- Joel Ivo Catapan, S.V.D. (1975)
- Angélico Sândalo Bernardino (1975)
- Mauro Morelli (1975)
- Antônio Celso de Queiroz (1975)
- Luciano Pedro Mendes de Almeida, S.J. (1976)
- Geraldo Majella Cardeal Agnelo (1978)
- Alfredo Ernest Novak, C.Ss.R. (1979)
- Ricardo Pedro Paglia, M.S.C. (1979)
- Aloísio Hilário de Pinho, F.D.P. (1981)
- José Carlos Castanho de Almeida (1982)
- Antônio Gaspar (1983)
- Fernando Antônio Figueiredo, O.F.M. (1984)
- Walter Bini, S.D.B. (1984)
- Walter Ivan de Azevedo, S.D.B. (1986)
- Irineu Danelon, S.D.B. (1988)
- José Vieira de Lima, T.O.R. (1990)
- Leonardo Ulrich Cardeal Steiner, O.F.M. (2005)

E foi consagrante de:
- Luís Flávio Cappio O.F.M. (1997)
- Manuel Parrado Carral (2001)
- Pedro Luiz Stringhini (2001)